# Porricondyla macella
Porricondyla macella är en tvåvingeart som först beskrevs av Frederick Askew Skuse 1888.  Porricondyla macella ingår i släktet Porricondyla och familjen gallmyggor. Inga underarter finns listade i Catalogue of Life.